# Darány
Darány ist eine ungarische Gemeinde im Kreis Barcs im Komitat Somogy.

## Geografische Lage
Darány liegt zehn Kilometer nordöstlich der Kreisstadt Barcs und gut fünf Kilometer vom linken Ufer des Flusses Dráva entfernt, der die Grenze zu Kroatien bildet. Nachbargemeinden sind Istvándi und Kastélyosdombó.

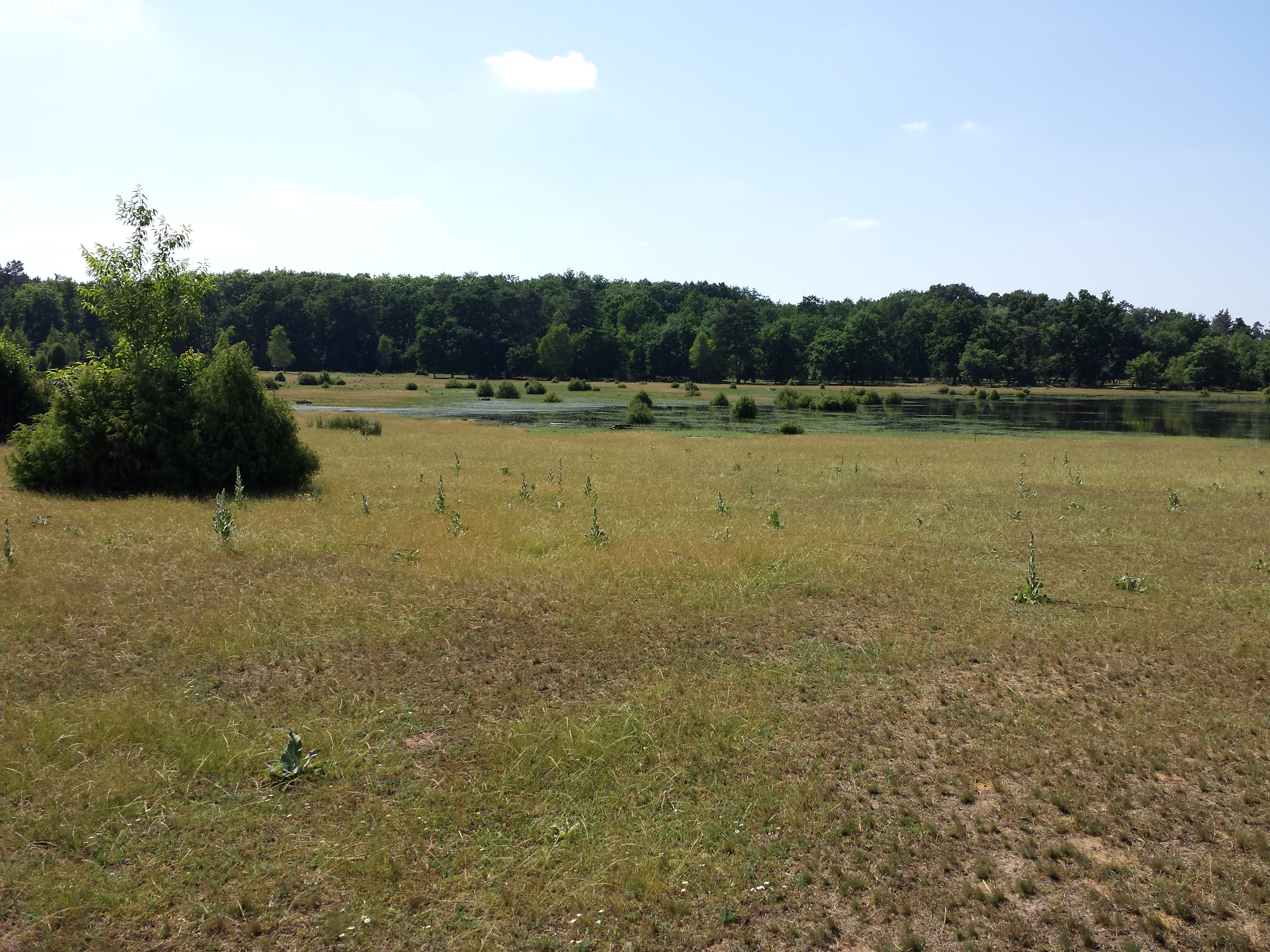
Sandtrockenrasengebiet bei Darány
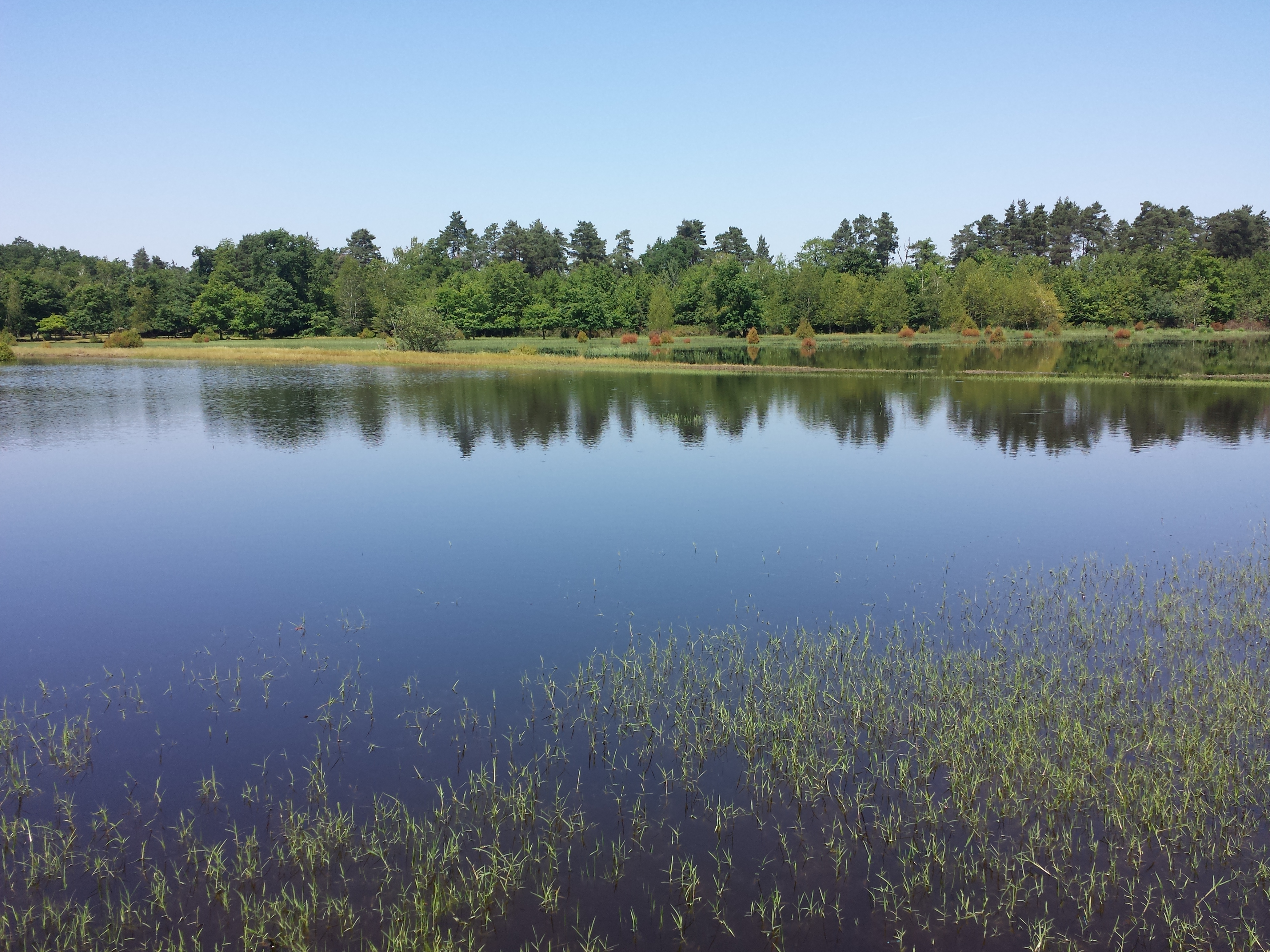
Überschwemmtes Sandtrockenrasengebiet bei Darány

## Geschichte
Im Jahr 1913 gab es in der damaligen Großgemeinde 309 Häuser und 1439 Einwohner auf einer Fläche von 5083 Katastraljochen. Sie gehörte zu dieser Zeit zum Bezirk Barcs im Komitat Somogy.

## Sehenswürdigkeiten
- Reformierte Kirche, erbaut 1826 im klassizistischen Stil
- Römisch-katholische Kirche Jézus Szíve
- Weltkriegsdenkmal

## Verkehr
Durch Darány verläuft die Hauptstraße Nr. 6, von der die Landstraße Nr. 5804 in südliche Richtung abzweigt. Die Gemeinde ist angebunden an die Eisenbahnstrecke von Barcs nach Pécs. Es bestehen Busverbindungen nach Barcs, nach Szigetvár sowie über Drávatamási, Drávagárdony, Kastélyosdombó, Potony, Tótújfalu, Lakócsa und Szentborbás nach Felsőszentmárton.